# A. Victor Donahey
A. Victor Donahey (Tuscarawas megye, 1873. július 7. – Columbus, 1946. április 8.) az Amerikai Egyesült Államok szenátora (Ohio, 1935–1941).